# Saint-Rémy, Corrèze
Saint-Rémy är en kommun i departementet Corrèze i regionen Nouvelle-Aquitaine i de centrala delarna av Frankrike. Kommunen ligger  i kantonen Sornac som tillhör arrondissementet Ussel. År 2022 hade Saint-Rémy 236 invånare.

## Befolkningsutveckling
Antalet invånare i kommunen Saint-Rémy
Referens:INSEE